# Slaget vid Nissan
Slaget vid Nissan skall ha varit ett slag 1062 mellan danska styrkor under Sven Estridsson och norska styrkor under Harald Hårdråde som utspelades vid Nissans mynning. De norska styrkorna vann slaget. Enligt traditionen ska den danska flottan ha varit på 300 skepp och den norska på 150 skepp.
Slaget skall enligt Haralds Hårdrådes historia i Heimskringla ha omnämnts av fyra samtida diktare: (Stein Herdisson, Arnor Tordsson, Tjodolv Arnorsson och Stuv den blinde), alla på uppdrag av Harald Hårdråde. Betydligt senare kom både Snorre Sturlasson och Saxo Grammaticus att skriva om slaget. Det finns också omnämnt i de isländska verken Fagrskinna och Morkinskinna. Däremot skrev inte Adam av Bremen något om slaget, trots att han levde vid tiden för slaget. Möjligen kan det förklaras av att han hade nära kontakter med, och fick mycket av sin information ifrån, Sven Estridsson. Några arkeologiska bevis för slaget finns inte, men det brukar det inte heller göra från slag vid denna tid.